# لادیسلاو اشکانتار
لادیسلاو اشکانتار (اسلوونیایی: Ladislav Škantár؛ زادهٔ ۱۱ فوریهٔ ۱۹۸۳) قایقران کانو اهل اسلواکی است.
وی در مسابقات کشوری و بین‌المللی در مجموع برندهٔ ۱۲ مدال طلا، ۷ مدال نقره، ۱۰ مدال برنز شده‌است.